# Dự án 2 đối tác thế hệ thứ 3
Dự án 2 đối tác thế hệ thứ 3 (3GPP2) là một sự hợp tác giữa các hiệp hội viễn thông nhằm tạo ra chỉ tiêu kỹ thuật hệ thống điện thoại di động thế hệ thứ 3 (3G) áp dụng toàn cầu nằm trong dự án IMT-2000 của ITU. Thực tế, 3GPP2 là nhóm tiêu chuẩn hóa cho CDMA2000, bộ các tiêu chuẩn 3G dựa trên công nghệ 2G CDMA trước đó.
Các hiệp hội tham gia là ARIB/TTC (Nhật Bản), Hiệp hội tiêu chuẩn truyền thông Trung Quốc (CCSA), Hiệp hội công nghiệp viễn thông (TIA) (Bắc Mỹ) và Hiệp hội công nghệ viễn thông (TTA) (Hàn Quốc).
Dự án này được thành lập vào tháng 12 năm 1998.
Vào tháng 11 năm 2008, Qualcomm, nhà bảo trợ chính của UMB, thông báo họ đã chấm dứt việc phát triển của công nghệ này, thay vào đó là phát triển LTE của 3GPP.
3GPP2 không nên nhầm lẫn với 3GPP, 3GPP xác định các tiêu chuẩn công nghệ 3G khác còn được biết đến là UMTS.